# Burg Lauterstein (Wippingen)
Die Burg Lauterstein bezeichnet die Ruine einer Felsenburg in Talhanglage auf einer spitzen 580 m ü. NN hohen Felsnase gegenüber dem Lautertopf im Ortsteil Lautern der Gemeinde Blaustein im Alb-Donau-Kreis in Baden-Württemberg.

## Geschichte
Die um 1200 von den Herren von Lauterstein erbaute Burg wurde 1219 im Besitz von Eberhard Ritter von Lauterstein erwähnt. Als weitere Besitzer werden vor 1364 die Herren von Freyberg und vor 1484 die Herren von Bernhausen genannt. 1556 wird die Burg zerstört. Von der Burg sind nur noch einige Mauerreste erhalten geblieben.

## Beschreibung
Die (bis auf geringe Mauerreste verschwundene) Kernburg aus dem 13. und 14. Jahrhundert befand sich auf einer steil nach Norden, Westen und Süden abfallenden Felsnase oberhalb des Lautertals und wurde durch eine Schildmauer (Mauerreste erhalten) gegen die östlich vorgelagerte jüngere Vorburg abgegrenzt. Ein noch heute sichtbarer, tief in den östlich der Kernburg gelegenen Talhang eingeschnittener Abschnittsgraben begrenzte die Vorburg und sollte die Anlage an dieser schwer zu verteidigenden Stelle sichern. Der Zugang zur Burg erfolgte sehr wahrscheinlich über den noch heute erhaltenen Weg von Lautern her. Inwieweit der heute von der Ruine ins obere Lautertal weiterführende Forstweg bereits im Mittelalter existierte und als zweiter Zugang zur Burganlage gedient haben könnte ist ungeklärt.